# ES Sétif
ES Sétif, grundad 1958, är en fotbollsklubb i Sétif i Algeriet. Klubben spelar säsongen 2021/2022 i Algeriets högstadivision, Ligue Professionnelle 1.
Sétif har haft sin storhetstid under 2000-talet och inte minst 2006–2015 då klubben slutade topp tre i ligan samtliga säsonger och vann den fem gånger av nio. Dessförinnan hade Sétif bara vunnit två ligatitlar, men också haft framgång i afrikanska Champions League. 1988 blev Sétif spektakulärt mästare i turneringen samtidigt som de spelade i den algeriska andradivisionen efter att ha besegrat nigerianska Iwuanyanwu Nationale i finalen.

## Meriter i urval

### Nationella
- Ligue Professionnelle 1 (8): 1967/1968, 1986/1987, 2006/2007, 2008/2009, 2011/2012, 2012/2013, 2014/2015, 2016/2017
- Algeriska cupen (8): 1962/1963, 1963/1964, 1966/1967, 1967/1968, 1979/1980, 1988/1989, 2009/2010, 2011/2012
- Algeriska supercupen (2): 2015, 2017

### Internationella
- Caf Champions League (2): 1988, 2014

## Placering tidigare säsonger
| Säsong  | Nivå | Liga                    | Placering | Referens | Notering |
| ------- | ---- | ----------------------- | --------- | -------- | -------- |
| 2004/05 | 1    | Ligue Professionnelle 1 | 11        | [ 3 ]    |          |
| 2005/06 | 1    | Ligue Professionnelle 1 | 4         | [ 4 ]    |          |
| 2006/07 | 1    | Ligue Professionnelle 1 | 1         | [ 5 ]    |          |
| 2007/08 | 1    | Ligue Professionnelle 1 | 3         | [ 6 ]    |          |
| 2008/09 | 1    | Ligue Professionnelle 1 | 1         | [ 7 ]    |          |
| 2009/10 | 1    | Ligue Professionnelle 1 | 2         | [ 8 ]    |          |
| 2010/11 | 1    | Ligue Professionnelle 1 | 3         | [ 9 ]    |          |
| 2011/12 | 1    | Ligue Professionnelle 1 | 1         | [ 10 ]   |          |
| 2012/13 | 1    | Ligue Professionnelle 1 | 1         | [ 11 ]   |          |
| 2013/14 | 1    | Ligue Professionnelle 1 | 3         | [ 12 ]   |          |
| 2014/15 | 1    | Ligue Professionnelle 1 | 1         | [ 13 ]   |          |
| 2015/16 | 1    | Ligue Professionnelle 1 | 5         | [ 14 ]   |          |
| 2016/17 | 1    | Ligue Professionnelle 1 | 1         | [ 15 ]   |          |
| 2017/18 | 1    | Ligue Professionnelle 1 | 8         | [ 16 ]   |          |
| 2018/19 | 1    | Ligue Professionnelle 1 | 5         | [ 17 ]   |          |
| 2019/20 | 1    | Ligue Professionnelle 1 | 3         | [ 18 ]   |          |
| 2020/21 | 1    | Ligue Professionnelle 1 | 2         | [ 19 ]   |          |
| 2021/22 | 1    | Ligue Professionnelle 1 | 7         | [ 20 ]   |          |
| 2022/23 | 1    | Ligue Professionnelle 1 | 6         | [ 21 ]   |          |
| 2023/24 | 1    | Ligue Professionnelle 1 | 5         | [ 22 ]   |          |
| 2024/25 | 1    | Ligue Professionnelle 1 | 6         | [ 23 ]   |          |